# وزارت اقتصاد و تجارت (سوریه)
وزارت اقتصاد و تجارت (عربی: وزارة الاقتصاد والتجارة) یک دفتر وزارت دولتی در سوریه است که مسئول اقتصاد و تجارت در این کشور است.

## وزراء اقتصاد و تجارت
- سلیم سید یاسین (۱۹۸۲–۱۹۸۵)
- محمد العمادی
- غسان الرفاعی (۱۳ دسامبر ۲۰۰۱ – ۴ اکتبر ۲۰۰۴)
- عامر حسنی لطفی (۴ اکتبر ۲۰۰۴ – ۱۹ ژانویه ۲۰۱۰)
- لمیاء عاصی (۱۹ ژانویه ۲۰۱۰ – ۲۹ مارس ۲۰۱۱)
- محمد الشعار (۱۴ آوریل ۲۰۱۱ – ژوئن ۲۰۱۲)
- محمد ظافر محبک (آوریل ۲۰۱۲ - اوت ۲۰۱۴)
- همام الجزائری (اوت ۲۰۱۴ - تاکنون)[۱]